# Matthew Del Negro
Matthew Del Negro (Mount Kisco, 2 agosto 1972) è un attore e doppiatore statunitense.

## Biografia
Nato a Mount Kisco, ha origini italiane e un fratello di nome Artie. Si è laureato al Boston College, in cui ha pure militato nella loro squadra di lacrosse in NCAA. Negli anni si è fatto notare recitando in serie come I Soprano, West Wing - Tutti gli uomini del Presidente, Scandal e City on a Hill.
Si è fatto notare pure a livello videoludico facendo da motion capture in L.A. Noire dando voce al tenente Steve Cortez in Mass Effect 3.

## Filmografia

### Attore

#### Cinema
- The North End, regia di Frank Ciota (1997)
- The Doghouse, regia di Steven Kane (2000)
- The Gypsy Years, regia di Rebecca Cook (2000)
- Chelsea Walls, regia di Ethan Hawke (2001)
- Ira & Abby, regia di Robert Cary (2006)
- Room 314, regia di Michael Knowles (2006)
- Ghost Image, regia di Jack Snyder (2007)
- B.O.H.I.C.A., regia di D. J. Paul (2008)
- Trailer Park of Terror, regia di Steven Goldmann (2008)
- A Novel Romance, regia di Allie Dvorin (2011)
- Separati innamorati (Celeste & Jesse Forever), regia di Lee Toland Krieger (2012)
- Saving Lincoln, regia di Salvador Litvak (2013)
- Automotive, regia di Tom Glynn (2013)
- The Sublime and Beautiful, regia di Blake Robbins (2014)
- Aspettando Alex (Alex of Venice), regia di Chris Messina (2014)
- Fuga in tacchi a spillo (Hot Pursuit), regia di Anne Fletcher (2015)
- I segreti di Wind River (Wind River), regia di Taylor Sheridan (2017)
- Tra sogno e realtà (Sleepwalker), regia di Elliott Lester (2017)
- Limerence, regia di Tammy Minoff (2017)

#### Televisione
- The $treet - serie TV, episodio 1x01 (2000)
- Law & Order - I due volti della giustizia (Law & Order) - serie TV, 3 episodi (2001-2007)
- Sentieri (Guiding Light) - serie TV, 1 episodio (2001)
- I Soprano (The Sopranos) - serie TV, 8 episodi (2002-2007)
- Whoopi - serie TV, episodio 1x09 (2003)
- Joan of Arcadia - serie TV, episodio 1x17 (2004)
- NCIS - Unità anticrimine (NCIS) - serie TV, episodio 1x16 (2004)
- Cooking Lessons, regia di Ivan Reitman - film TV (2004)
- Tempting Adam, regia di Kris Isacsson - film TV (2004)
- West Wing - Tutti gli uomini del Presidente (The West Wing) - serie TV, 16 episodi (2005-2006)
- Las Vegas - serie TV, episodio 3x15 (2006)
- Beautiful People - serie TV, 8 episodi (2006)
- Stargate Atlantis - serie TV, episodio 3x17 (2007)
- CSI: Miami - serie TV, 2 episodi (2007)
- Suspect, regia di Guy Ritchie - film TV (2007)
- United States of Tara - serie TV, 9 episodi (2009-2010)
- Medium - serie TV, episodio 5x08 (2009)
- Lie to Me - serie TV, episodio 1x13 (2009)
- Trauma - serie TV, episodio 1x03 (2009)
- Eastwick - serie TV, episodio 1x13 (2010)
- Parenthood - serie TV, 2 episodi (2010)
- The Whole Truth - serie TV, episodio 1x03 (2010)
- Chase - episodio 1x15 (2011)
- Rizzoli & Isles - serie TV, 4 episodi (2011-2013)
- L'assassina dagli occhi blu (Blue-Eyed Butcher), regia di Stephen Kay - film TV (2012)
- Ringer - serie TV, 3 episodi (2012)
- Chasing the Hill - serie TV, 4 episodi (2012)
- Damages - episodio 5x10 (2012)
- The Good Wife - episodio 4x01 (2012)
- Happy Endings - episodio 3x01 (2012)
- The Client List - Clienti speciali (The Client List) - episodio 1x05 (2012)
- Criminal Minds - serie TV, episodio 8x16 (2013)
- CSI - Scena del crimine (CSI: Crime Scene Investigation) - serie TV, episodio 13x20 (2013)
- Mistresses - Amanti (Mistresses) - serie TV, 16 episodi (2013-2016)
- Teen Wolf - serie TV, 19 episodi (2013-2017)
- Le streghe dell'East End (Witches of East End) - serie TV, episodio 1x06 (2013)
- Vicini del terzo tipo (The Neighbors) - serie TV, episodio 2x13 (2014)
- NCIS: Los Angeles - serie TV, 4 episodi (2014-2016)
- Scandal - serie TV, 16 episodi (2014-2017)
- Marry Me - episodio 1x13 (2015)
- Chicago Fire - 2 episodi (2015)
- Unforgettable - serie TV, episodio 4x05 (2015)
- Paradise Pictures, regia di Rick Muirragui - film TV (2015)
- When We Rise - serie TV, episodio 1x04 (2017)
- Dimension 404 - serie TV, episodio 1x03 (2017)
- Elementary - serie TV, episodio 5x01 (2017)
- 9JKL - Scomodi vicini (9JKL) - serie TV, episodio 1x03 (2017)
- Golia (Goliath) - serie TV, 7 episodi (2018)
- Huge in France - serie TV, 8 episodi (2019)
- City on a Hill - serie TV, 20 episodi (2019-2022)
- Magnum P.I. - serie TV, episodio 2x13 (2020)
- The Watcher - serie TV, episodio 1x04 (2022)

#### Cortometraggi
- North of Providence, regia di Russell Treyz (2003)
- Nick and Stacey, regia di Michael Knowles (2005)
- Christmas Break, regia di Matthew Del Negro (2008)
- Veil, regia di Nicki Micheaux (2010)
- Bambina, regia di Alexis Ostrander (2016)
- Black Dragon, regia di Alex Thompson (2018)
- Like Holy Wine, regia di Leonora Pitts (2020)

### Doppiatore

#### Televisione
- Gen Zed - serie animata (2015)

#### Videogiochi
- SOCOM: Forze Speciali (SOCOM 4 U.S. Navy SEALs) (2011)
- L.A. Noire (2011)[4]
- Mass Effect 3 (2012)
- Mass Effect Legendary Edition (2021)

### Regista

#### Cortometraggi
- Christmas Break (2008)

## Doppiatori italiani
Nelle versioni in italiano delle opere in cui ha recitato, Matthew Del Negro è stato doppiato da:
- Andrea Lavagnino in Criminal Minds, City on a Hill, The Calling, American Horror Stories
- Alberto Angrisano in Law & Order - I due volti della giustizia, Chicago Fire
- Riccardo Scarafoni in Fuga in tacchi a spillo, Huge in France
- Stefano Billi in I Soprano (ep. 6x16), Teen Wolf
- Gianluca Machelli ne I Soprano
- Achille D'Aniello in NCIS - Unità anticrimine
- Davide Marzi in CSI: Miami
- Luca Ward in Stargate Atlantis
- Lorenzo Scattorin in Ghost Image
- Giorgio Borghetti in Parenthood
- Alberto Bognanni in Rizzoli & Isles
- Alessandro Budroni ne I segreti di Wind River
- Riccardo Niseem Onorato in Mistresses - Amanti
- Francesco De Francesco in Elementary
- Gabriele Trentalance in The Good Wife
- Francesco Prando in CSI: Scena del crimine
- Luca Ferrante in NCIS: Los Angeles
- Gianluca Iacono in Scandal
- Massimiliano Manfredi in Unforgettable
- Marco Bassetti in Goliath
- Stefano Benassi in Magnum P.I.
- Roberto Gammino in The Watcher
- Guido Di Naccio in Long Bright River - I cieli di Philadelphia

Da doppiatore è stato sostituito da:
- Maurizio Merluzzo in Mass Effect 3, Mass Effect Legendary Edition